# Kenny Pavey
Kenneth Steven Pavey, detto Kenny (Londra, 23 agosto 1979), è un ex calciatore inglese, di ruolo centrocampista.

## Caratteristiche tecniche
Solitamente schierato come esterno di centrocampo, ha nella carica agonistica una delle proprie caratteristiche principali, a fronte di una tecnica non eccelsa. Il suo stile di gioco aggressivo lo porta spesso a ricevere cartellini.

## Carriera
Pavey è cresciuto calcisticamente nei settori giovanili di Affenley e Millwall oltre che in quello del Sittingbourne, dove è stato schierato anche in prima squadra.
Nel 1998 il suo club non ha trovato l'accordo economico con l'Aston Villa per il trasferimento, così a 19 anni è volato temporaneamente in Svezia per una prima breve parentesi al Ljungskile, nella seconda serie nazionale, prima di tornare in Inghilterra per un anno.
Nel 1999 è tornato al Ljungskile, trasferendosi a titolo definitivo e rimanendovi ininterrottamente fino al 2005, con l'eccezione della stagione 2002 in cui non giocò. Nel frattempo, durante una pausa di metà campionato nel 2001, con il benestare del suo club aveva svolto un provino al Barnsley.
Il trasferimento all'AIK è arrivato al termine del campionato 2005: quell'anno i nerogialli avevano chiuso al 1º posto in seconda serie, dopo aver incontrato anche il Ljungskile in cui militava ancora Pavey. Al termine della prima annata con la nuova squadra, il centrocampista inglese è stato vice-campione di Svezia con il suo club, debuttando anche in Coppa UEFA un anno più tardi. La stagione 2009 invece si è conclusa con la conquista del titolo nazionale e della Coppa di Svezia: il trionfo in campionato ha permesso all'AIK e a Pavey di giocare i turni preliminari della successiva UEFA Champions League.
Scaduto il contratto con l'AIK, Pavey ha fatto ritorno al Ljungskile in seconda serie. Un anno più tardi è tornato a calcare i campi della massima serie con il neopromosso Öster, che retrocederà però a fine stagione.
Nel 2014 ha fatto ritorno all'AIK, aggiungendo altre due stagioni in nerogiallo alle sei già disputate in precedenza. Durante questo periodo è partito però spesso dalla panchina.
Terminato il biennale con l'AIK, il trentaseienne Pavey è sceso torna nella seconda serie svedese, firmando per un anno con l'Assyriska. Nel 2017 è passato in terza serie al Vasalund, squadra che a fine anno è retrocessa in Division 2 salvo poi riconquistare immediatamente la terza serie l'anno successivo.
A quasi quarant'anni di età, Pavey ha continuato la sua carriera all'Enskede IK, squadra dell'area di Stoccolma militante in quarta serie. Oltre al ruolo di giocatore, ha assunto anche quello di allenatore delle squadre giovanili. La sua ultima partita ufficiale da calciatore si è disputata alla Friends Arena contro l'AIK, sua vecchia squadra con cui aveva collezionato 193 presenze ufficiali: l'Enskede IK ha poi perso 0-7 quella partita, valida per il secondo turno della Coppa di Svezia 2019-2020.

## Palmarès
- Division 2: 2

Ljungskile: 2001, 2004
- Campionato svedese: 1

AIK: 2009
- Coppa di Svezia: 1

AIK: 2009
- Supercoppa di Svezia: 1

AIK: 2010